# كيم دونغ-وو
كيم دونغ-وو (هانغل: 김동우) هو لاعب كرة قدم كوري جنوبي في مركزي الدفاع وقلب الدفاع، ولد في 5 فبراير 1988 في جزيرة جيجو في كوريا الجنوبية. لعب مع نادي سول.

## وصلات خارجية
- كيم دونغ-وو على موقع دوري كوريا الجنوبية (الإنجليزية)
- كيم دونغ-وو على موقع قاعدة بيانات كرة القدم.إي يو (الإنجليزية)